# Labotsibeni Mdluli
Labotsibeni Mdluli, connue également sous le surnom de Gwamile, née vers 1859 et morte le 15 décembre 1925, est une reine-consort, puis une reine-mère (Ndlovukazi) et enfin une régente du Swaziland, à une époque où se joue l'autonomie de ce pays et le maintien de la monarchie. Elle a promu des réformes éducatives, et a défendu les droits swazi contre la mainmise coloniale britannique et les visées des Boers, et ce malgré les nombreuses concessions accordées par son époux aux colons blancs. Elle a également facilité l'émergence d'un mouvement politique noir dans l'Afrique du Sud voisine.

## Biographie

### Enfance
Elle est née à Luhlekweni, dans le nord du Swaziland, vers 1858, et est la fille de Matsanjana Mdluli. Au moment de sa naissance, son père combat les Tsibeni au Transvaal. À la suite de la mort de son père, elle déménage avec son oncle Mvelase Mdluli au sein de la propriété royale de Ludzidzini dans la vallée de l'Ezulwini. Elle est placée sous la tutelle de la reine mère, Tsandzile Ndwandwe, connue également sous le nom de LaZidzi, veuve du roi Sobhuza I et mère de Mswati II. Ceci lui permet d'observer, d'être formée aux responsabilités politiques et de disposer d'une expérience des relations au sein de la cour royale. Encore adolescente, elle devient l'une des femmes du roi du Swaziland, Mbandzeni ou Dlamini IV, peu de temps après son accès au trône, succédant à Tsandzile Ndwandwe. 

### Règne de son époux Dlamini IV
Elle est surnommée Gwamile (l'indomptable), en raison de sa nature forte.  Ils ont quatre enfants, trois fils, Bhunu (c.1875-1899), Malunge (c.1880-1915), et Lomvazi (c.1885-1922), et une fille, Tongotongo (c.1879-1918). Son mari, le Roi Mbandzeni (aussi connu comme Dlamini IV) se montre imprudent  dans ses échanges et ses négociations avec les colons blancs qui entrent sur son territoire dans le sillage de la ruée vers l'or à Barberton dans les années 1880. Il rend possible, par exemple, la création d'une petite république boer, le Klein Vrystaat. Jusque sa mort, en octobre 1889, il accorde de nombreuses concessions foncières, et une variété tout autant controversée de monopoles. « Toute la superficie du pays a été virtuellement concédée deux, trois, voire quatre fois pour des usages différents et des périodes variables ». Les incohérences entre les multiples concessions sont ensuite l'objet d'interminables litiges, soumises à des revendications concurrentes, et suivis avec attention par les successeurs de Dlamini IV. Ces litiges ont constitué finalement, et paradoxalement, un des freins à l'incorporation du Swaziland dans la République Sud-Africaine avant 1899, dans la colonie Britannique du Transvaal après 1902, ou l'Union de l'Afrique du Sud en 1910,,.

### Règne de son fils Ngwane V
Dlamini IV meurt le 7 octobre 1889, alors qu'il n'a que 33 ans. À la suite du choix de son fils aîné, Bhunu, en 1889, comme monarque parmi les fils de Mbandzeni, sous le nom de  Ngwane V, Labotsibeni Mdluli devient de facto la Ndlovukazi ou Reine-mère. S'il est dit que le Roi Mbandzeni ait lui-même recommandé Bhunu pour lui succéder sur le trône, il y a peu de doute que dans ce choix, la vieille reine mère, Tibati (mère de Mbandzeni, régente de 1875 à 1894), et les membres du conseil intérieur ont été influencés par leur connaissance de sa mère, et de sa force de caractère. Dans les premières années de Bhunu, du fait de son âge, la reine-mère Tibati exerce une régence. Alors que Tibati reste dans la demeure royale de Nkanini, Labotsibeni Mdluli établit un nouveau siège pour son fils à quelques kilomètres de là, à Zombodze. Il y a une certaine tension entre les deux femmes, qui dure jusqu'à la mort de Tibati, en octobre 1895, d'autant que Labotsibeni Mdluli n'hésite pas à assumer désormais un rôle politique dans les décisions du royaume. Elle joue en particulier un rôle de premier plan dans l'opposition à la troisième convention sur le Swaziland en 1894. Le projet de convention envisage initialement  la création, en février 1895, d'un  protectorat du Transvaal sur le Swaziland, remplaçant un système tripartite créée en 1890 entre l'administration britannique, le Transvaal et la nation swazi. Labotsibeni Mdluli s'impose dans les négociations comme porte-parole de la nation swazi, argumentant le rejet du projet et dominant les débats lors des rencontres avec les représentants du Transvaal, le vice-président, N. J. Smit,  le commandant-général Piet Joubert, et  le commissaire spécial d'une République du  Swaziland (qu'elle réfute), J. C. Krogh, et avec les consuls anglais au Swaziland, James Stuart et Johannes Smuts,.
Bien que Bhunu avait été installé comme ngwenyama ou roi, sous le nom de Ngwane V, en février 1895, sa mère, Labotsibeni Mdluli, conserve une autorité considérable, comme de tradition au Swaziland. La reine-mère tient une place particulière dans la constitution non écrite de la monarchie swazie. Sur les armoiries royales, le lion Ngwenyama représente le roi et  l’éléphant la reine-mère. Tous les deux se partagent le pouvoir.  Sa position a été renforcée par le comportement irresponsable de son fils Ngwane V. Celui-ci est notamment soupçonné d'être impliqué dans un meurtre de personnalités du royaume, à Zombodze en avril 1898. Accompagné par son frère, Malunge, il s'enfuit, traverse la frontière et gagne le Natal. Il est sauvé de l'emprisonnement par l'intervention du haut-commissaire britannique en Afrique du Sud. Mais il est contraint de revenir au Swaziland sous protection Britannique. Une commission d'enquête le juge non coupable mais condamne son comportement désordonné. La Grande-Bretagne et le Transvaal prennent appui sur ces événements pour ajouter un protocole à la convention concernant le Swaziland au sein de l'Empire britannique, qui vise à réduire ses prérogatives de chef suprême, et lui retire ses pouvoirs en juridiction criminelle.
Lors du déclenchement de la seconde guerre des Boers en octobre 1899, le commissaire spécial du Transvaal,  J. C. Krogh, et le consul britannique, Johannes Smuts, se retirent de Swaziland. Le général Piet Joubert écrit à Ngwane V, lui indiquant que la république d'Afrique du Sud quitte le Swaziland et remet cet État entre ses mains. Il reprend ainsi une pleine autorité sur son royaume, mais il n'en profite que peu de temps : il meurt deux mois plus tard, à Zombodze le 10 décembre. Labotsibeni  Mdluli devient régente, en tant que reine mère et agit au nom de Mona, fils de Ngwane V, également connu sous le nom de Nkhotfotjeni, choisi comme prochain monarque mais qui n'a encore que  six mois (il deviendra par la suite chef suprême, et, plus tard, roi sous le nom de Sobhuza II). 

### Régence
Pendant l'essentiel des trois années de guerre, Labotsibeni Mdluli est, avec le soutien d'un corégent (le prince Logcogco,un fils du roi Mswati II), et du conseil intérieur, le dernier souverain indépendant en Afrique, au sud du Zambèze. Au cours de cette période, elle adopte la position habituelle d'un monarque swazi. Tout en acceptant d'être partie prenante de l'Empire britannique, elle cherche à préserver le Swaziland comme un espace neutre et autonome. Elle maintient des relations diplomatiques avec la République Sud-Africaine. Elle réussit à tenir à l'écart le Swaziland des conflits entre les Boers et les anciennes forces coloniales. Quelques  incidents éclatent toutefois, comme près de Hlatikhulu en février 1901, ou lors de l'attaque par les Boers d'une petite troupe à cheval, irrégulière, britannique, le Steinaecker's Horse,  à Bremersdorp en juillet 1901.(Labotsibeni Mdluli avait apparemment appelé les Boers pour se débarrasser de cette troupe à cheval et libérer le Prince Mancibane, un membre de la famille royale, que les Britanniques avaient arrêté sur des soupçons d'espionnage).
Lorsque la guerre prend fin, Labotsibeni Mdluli et le conseil intérieur swazi espèrent le rétablissement d'un protectorat britannique. En 1900, peu de temps avant la fin du conflit, Labotsibeni Mdluli  avait déjà imploré la reine Victoria de prendre le peuple swazi sous sa protection impériale. Mais l'administrateur britannique, Alfred Milner, s'oriente dans un premier temps vers une gestion du Swaziland  par le Transvaal. Labotsibeni Mdluli  proteste vivement. Des députations se rendent à Pretoria, à la rencontre de Lord Selborne,  en 1905. Finalement, en résultat des pressions politiques ainsi exercées par Labotsibeni Mdluli, de la menace d'un nouveau soulèvement zoulou, et des litiges non résolus sur les concessions de terre accordées par l'ancien roi swazi Dlamini IV, le Swaziland devient un territoire similaire au Bechuanaland et au Basutoland, mais il n'obtient jamais officiellement un statut de protectorat britannique.
Labotsibeni Mdluli manifeste également son refus d'un projet de partition en 1907 porté par un nouveau commissaire anglais, Robert Coryndon, qui la qualifie, ainsi que son entourage, de faction de Zombodze . Ne restant pas inactive, elle envoie une députation à Londres en 1907, dirigée par le prince Malunge, qui rencontre notamment, en février 1908, le secrétaire d'État aux colonies. Robert Coryndon envisage de la déposer, au profit de Mona, l'infant héritier, mais il n'obtient pas le soutien de ses supérieurs. Pour autant, le projet de partition, qui veut résoudre définitivement l'épineux problème des concessions multiples accordées sur les terres, se met en place. Un tiers des terres qui ne sont pas ou plus allouées à des étrangers deviennent des terres de la Couronne. Un autre tiers de ces terres sont reconnues comme faisant l'objet d'une concession à des colons privés.  Un dernier tiers revient, sans compensation financière, à la nation swazi, et est réparti en trente-cinq réserves ou «Native Areas », de taille variable et gérées selon les coutumes traditionnelles swazies.
En 1910,  l'Union d'Afrique du Sud est fondée : c'est un État dominion de la Couronne britannique, dominé par la population blanche d'origine européenne. Le Swaziland, le Basutoland et le protectorat du Bechuanaland, sous protectorat britannique (ou quasi-protectorat pour le Swaziland), n’intègrent pas cette Union. Pour autant, c'est un ambitieux voisin qui émerge, et le fait qu'il soit au main des colons blancs inquiète et choque la régente. À la demande de celle-ci, le Prince Malunge assiste à la conférence qui se tient en février 1914 à Kimberley, du South African Natives National Congress, première organisation politique conçue pour représenter la communauté noire en Afrique du Sud, et qui deviendra ultérieurement l'ANC. La régente Labotsibeni Mdlilu est proche de deux des initiateurs de cette création, les avocats Pixley Seme et Richard Msimang, les soutient financièrement et  fournit notamment une grande partie des fonds nécessaires à la création, dès 1912, d'un journal, Abantu-Batho, pour cette organisation désireuse de devenir la force politique de la communauté noire sud-africaine. Le premier éditeur de ce journal, Cleopas Kunene, est un de ses anciens secrétaires secrétaire,. 
Durant la guerre de 1914-1918, elle refuse aux Britanniques de procéder à des recrutements d'hommes swazi pour se battre dans les tranchées en Europe. Elle contribue par contre financièrement à l'effort de guerre britannique.
La dernière contribution majeure de la régente est son insistance, en dépit de l'opposition de certains membres du conseil, pour une meilleure éducation des futurs dirigeants du pays, et notamment, de Mona, l'héritier du trône, et sa volonté de mettre l'accent sur l'effort éducatif. Pour elle, un des secrets de la réussite des colons blancs, qu'elle observe depuis plusieurs décennies, est, outre leurs moyens financiers, leur niveau d'éducation et de connaissance. Après des études primaires à l'École nationale swazi à Zombodze, Mona est envoyé en 1916 à l'école Lovedale (Lovedale Missionary Institute), à Alice (Afrique du Sud), où il étudie pendant trois ans. Il n'étudie pas seul, elle envoie en sa compagnie huit jeunes hommes et trois jeunes femmes du Swaziland. En 1919, elle décide qu'il est temps de le retirer de l'école et de préparer son intronisation comme roi. Lors d'une cérémonie le 22 décembre 1921, elle lui transmet l'autorité sur le pays.

### Retrait du pouvoir
Elle meurt après une longue maladie à Zombodze le 15 décembre 1925 et y est enterrée. Dans une notice nécrologique du Times, il est indiqué qu'elle est reconnue par les représentants de la couronne britannique pour avoir été l'un des plus habiles dirigeants en Afrique.